# Army of the James
Die Army of the James (James-Armee) war ein Großverband der United States Army im Sezessionskrieg, benannt nach dem Fluss James in Südvirginia. 
Als Ulysses Simpson Grant im Frühjahr 1864 den Überland-Feldzug gegen die Nord-Virginia-Armee plante, wollte er möglichst viele konföderierte Truppen an anderen Orten binden, um so Verstärkungen für die Nord-Virginia-Armee aus anderen Teilen der Konföderierten Staaten von Amerika zu verhindern. 
Zu diesem Zweck beorderte er das X. Korps aus South Carolina nach Südvirginia und vereinte es mit dem dort stationierten XVIII. Korps zur James-Armee unter Generalmajor Benjamin Franklin Butler.
Die James-Armee sollte während des Überland-Feldzugs die konföderierte Hauptstadt Richmond und das strategisch wichtige Petersburg bedrohen, wurde aber von General Beauregards konföderierten Truppen in der Schlacht bei Proctors Creek schwer geschlagen und für längere Zeit praktisch zur Inaktivität verbannt. 
Teile der James-Armee wurden daraufhin nach Norden verlegt, wo sie an der Schlacht von Cold Harbor teilnahmen. 
Während der Belagerung von Petersburg bildete die James-Armee meist den nördlichen Flügel der Nordstaatenarmeen und operierte vor allem im Gebiet um Richmond herum. 
Im Dezember 1864 wurde die James-Armee neu organisiert; die weißen Truppen des X. und XVIII. Korps bildeten das neu aufgestellte XXIV. Korps, die farbigen Truppen das XXV., andere Teile der Armee wurden nach North Carolina geschickt, wo sie unter General Butler am ersten Angriff auf Fort Fisher teilnahmen. 
Nachdem dieser Angriff gescheitert war, wurde Butler von General Grant als Oberbefehlshaber der James-Armee abgelöst und durch General E. O. C. Ord ersetzt.
Unter Ord nahm die James-Armee an den letzten Kämpfen um Richmond und Petersburg und am Appomattox-Feldzug teil. Dem XXV. Korps oblag dabei die Ehre, die ersten Truppen zu stellen, die in die eroberte konföderierte Hauptstadt Richmond einmarschierten.